# 堀田良幸
堀田 良幸（ほりた よしゆき、1949年 - ）は、日本のアマチュア化石収集家。北海道むかわ町在住。カムイサウルス・ジャポニクスやフィロプチコセラス・ホリタイの発見者として知られる。

## 化石採集
アンモナイトを中心とした化石採集を趣味としており、層準を色分けした自作の地質図を使って採集を行っている。
1990年ごろ、現むかわ町の旧穂別町の河川沿いでノジュールを採集し、2002年に穂別町立博物館（現在のむかわ町穂別博物館）に寄贈した。2020年6月から開始されたクリーニング作業の後、ノジュール内の化石は鳥類に近縁な小型獣脚類の恐竜であることが明らかになり、2021年1月6日に公表された。
2003年4月9日には、リハビリとして旧穂別町稲里に流れる白船沢沿いを歩いていた際、露頭の中腹が変色していることに気付き、石灰質ノジュールの割れた断面から露出していた脊椎動物の骨化石を発見。ウミガメやモササウルス類と比較して骨組織が密であったことからワニの尾と判断し、直後に穂別町立博物館の櫻井和彦に連絡して同館に寄贈した。化石は2011年にハドロサウルス科の恐竜の尾椎骨であることが判明した。この恐竜は「むかわ竜」と呼称されて幾度もメディアに駆り出され、堀田自身も発見者として記者発表などに足を運んだ。
2008年ごろには平取町長知内で正体不明のアンモナイト化石を採集した。数年保管した後に2011年に穂別博物館に寄贈した後、フィロプチコセラス属の新種であることが明らかになった。これは日本および北西太平洋地域におけるフィロプチコセラスの初産出となり、2013年7月に記載された際には堀田への献名としてフィロプチコセラス・ホリタイと命名された。
また、このほかにも軟骨魚類やカメの化石を蝦夷層群や函淵層群で採集し穂別博物館に寄贈している。

## 大衆メディア出演

### テレビ番組
- 『NHKスペシャル』
  - 「世紀の発見! 日本の巨大恐竜」（2017年5月7日）[15][16]

### 書籍
- 土屋健『ザ・パーフェクト 日本初の恐竜全身骨格発掘記』（2016年、ISBN 978-4416616369）
- 土屋健『漫画 むかわ竜発掘記』（2019年、ISBN 978-4416519455）